# Torre Campderà
La Torre Campderà o Torre Llunàtica era un edifici de Lloret de Mar (Selva), actualment enderrocat, que formava part de l'Inventari del Patrimoni Arquitectònic de Catalunya.

## Història
Es tractava d'un edifici on Francesc Campderà i Camins fundà el 1844 un dels primers centres hospitalaris dedicats al tractament científic dels malalts mentals, que funcionà fins al 1988. Disposava de grans jardins i intentava donar als pacients un tracte millor que el que es donava en centres similars. A l'Arxiu Municipal de Lloret es conserven llibres d'historials clínics, els més antics del 1910, quan eren freqüents els casos d'esquizofrènia i paranoia. A partir de l'any 1984 hi ha toxicomanies de nois menors de 30 anys, psicosi, psiconeurosi, brots psicòtics, demència senil, esquizofrènia paranoide, trastorns de personalitat, alcoholisme crònic, crisis depressives profundes, deliris persecutoris crònics, depressions nervioses, esquizofrènia juvenil, intents d'autòlisi, depressions endògenes i, específicament en dones, nombrosos casos d'oligofrènia i anorèxia nerviosa. Els pacients marxaven del centre “per fuga”, “per trasllat”, “per defunció”, “per sortida sense avís previ” o “per sortida voluntària”.